# Diribitório
Diribitório (em latim: Diribitorium) foi uma sala pública para votações situada no Campo de Marte, na antiga Roma. Neste edifício, os votos expressos pelo povo, talvez no Septa Júlia, eram contados pelos oficiais eleitorais (diribitores). A construção do edifício foi começara por Marco Vipsânio Agripa, mas aberto e finalizada pelo imperador Augusto (r. 27 a.C.–14 d.C.) em 7 a.C.. Seu telhado era o mais extenso dentre quaisquer edifícios erigidos em Roma antes de 230, e foi suportado por vigas de lariço. Acredita-se que estivesse situado próximo ao Septa Júlia, porém ainda hoje não foram encontrados vestígios de quaisquer edifícios de tamanhas proporções na área. Por esse motivo, e considerando que o Diribitório é citado conjuntamente com a Septa, Christian Hülsen criou a teoria de que este edifício seria o nível superior do Septa. Segundo ele, a alvenaria do último era massiva demais para uma estrutura térrea, e as enormes vigas poderiam ser adaptadas para um salão.
Segundo Dião Cássio, Calígula (r. 37–41) colocou assentos no Diribitório e usou-o, ao invés do teatro, quando estava particularmente quente e, segundo Suetônio, Cláudio (r. 41–54) assistiu, de seu telhado, um grande incêndio em Emiliana. De acordo com Dião Cássio, o Diribitório estava entre os edifícios públicos que foram destruídos pelo fogo em 80, e subsequentemente reconstruídos pelo imperador Tito (r. 79–81) Ainda segundo este autor, o Diribitório estava sem telhado em sua época (começo do século III), pois este havia sido destruído e não podia ser reparado. Considerando impraticável tal afirmação, Samuel Ball Platner supõe que, à época de sua reconstrução, foi deixado sem telhado.

## Localização
| Planimetria do Campo de Marte central |
| --- |
| Termas de Nero Estádio de Domiciano Panteão Basílica de Netuno Termas de Agripa Estagno ? Odeão de Domiciano Ínsulas da época de Adriano Galpões militares? Galpões militares? Galpões militares? Septa Júlia Diribitório Pórtico dos Deuses Água Virgem Arco de Cláudio Pórtico de Vipsânia Quartel da I coorte dos vigiles Iseu Templo de Minerva Calcídica Altar de Marte Via Flamínia Via Flamínia Templo de Adriano Templo de Matídia Teatro de Pompeu Templos do Largo Argentina Pórtico de Minúcio Coluna de Marco Aurélio T. de M. Aurélio e Faustina (?) Arco de M. Aurélio (?) Coluna de Antonino Pio Ustrino de Faustina Maior Ustrino de Faustina Menor Via Reta Pórtico e Templo de Bom Evento Pórtico de Pompeu Arco Novo Pórtico de Meleagro Pórtico dos Argonautas Piazza della Rotonda Vila Pública |